# Libin
Libin – miejscowość i gmina (commune) w południowo-wschodniej Belgii, w Regionie Walońskim, w prowincji Luksemburg, w okręgu Neufchâteau. 1 stycznia 2024 roku liczyła 5351 mieszkańców.  

## Podział administracyjny
W skład gminy wchodzi sześć dzielnic (section):
- Anloy
- Ochamps
- Redu
- Smuid
- Transinne
- Villance